# Дунавец
Дунавец е село в Североизточна България. То се намира в община Тутракан, област Силистра.

## История
Името Спанчов е по изчезналото лично име *Спан < спан „който много спи“. Сравними са местното име Спанча, горист хълм и пасище на З от Алистрат, Драмско, селищните имена Горно и Долно Спанчево, Санданско, Спанчово, Ругуновско, Спанчево, Кочанско, Спанци, Леринско, Спанците, Габровско, река Спанч, Кукушко.
В документите на Доростоло-Червенската митрополия е съхранена настоятелна покана от 1881 г. да се посети църквата на селото, което тогава носи названието Спанчов.